# Marc Platt (danseur)
Pour les articles homonymes, voir Marc Platt et Platt.
Marc Platt (né Marcel Emile Gaston LePlat à Pasadena le 2 décembre 1913 et mort à San Rafael le 29 mars 2014) est un danseur de ballet américain, comédien de théâtre musical et acteur de quelques films populaire américain de l'époque du Golden Age. Il était surtout connu pour son rôle de l'un des sept frères de Barbe-Rousse dans le film Les Sept Femmes de Barbe-Rousse (1954) et pour son rôle de danseur accompli dans Tonight and Every Night (1945) au côté de l'actrice Rita Hayworth[1].

## Biographie
Marcel Emile Gaston LePlat est né d'un père immigré français à Pasadena, en Californie. Il était l'un des membres originaux du Ballet Russe de Monte Carlo, la direction de l'établissement a dû modifier son nom pour Marc Platoff à des fins marketing (connotation russe). À l'intérieur des Ballets Russe, Platt créa la chorégraphie Ghost Town (1939), mis en scène en musique par Richard Rodgers.
En 1943, Platt a obtenu le rôle du danseur Curly, dans la production théâtrale Oklahoma ! version originale de Broadway (1943),.
Dans la version cinématographique, Platt est également apparu pour ce même rôle de Curly dans le film Oklahoma !. Il fut crédité dans la liste de distribution (casting) en tant que : « Un danseur ».
Après le succès du film Les Sept Femmes de Barbe-Rousse (Seven Brides for Seven Brothers) (1954), Platt a dirigé la musique de Ballet à Radio City Music Hall à New York city pendant plusieurs années (durant les années 1960), puis est devenu enseignant de danse classique à temps plein. En 2005, Platt est apparu dans le documentaire de 2005 Ballets Russes et a reçu le Prix Nijinsky à la Réunion des Ballets Russes.

## Vie personnelle
Platt a été marié deux fois et a eu trois enfants. Ted Leplat, de son premier mariage, est un acteur et musicien vivant à Los Angeles. En 1951, Platt s'est marié avec la danseuse de ballet Jean Goodall qui décéda en 1994. Le couple avait deux enfants, Michael et Donna.
Platt est mort d'une pneumonie dans un hospice à San Rafael, en Californie, le 29 mars 2014, il était âgé de 100 ans,.

## Filmographie
- The Gay Parisian (1941) (court métrage)[7]
- You're in the Army Now (1941)
- Who Calls (1942) (court métrage)
- Tonight and Every Night (1945)
- Tars and Spars (1946)
- L'Étoile des étoiles (Down to Earth) (1947)
- When a Girl's Beautiful (1947)
- The Swordsman (1948)
- Addio Mimi! (1949)
- Les Sept Femmes de Barbe-Rousse (Seven Brides for Seven Brothers) (1954)
- Oklahoma ! (1955)
- These Wilder Years (1956)
- Ballets Russes (2005) (documentaire)
- Broadway: Beyond the Golden Age (2015) (documentaire)

## Comédies musicales
- Jubilee (1935)
- Broadway Sho-Window (1936)
- Yokel Boy (1939)
- The Lady Comes Across (1942)
- Beat the Band (1942)
- Oklahoma ! (1943)
- Kiss Me, Kate (1949-1952)
- Maggie (1953)